# TRAVELLER
『TRAVELLER』（トラベラー）は、ウルフルズのボーカリスト・トータス松本初のカバー・アルバム。発売元は東芝EMI。定価は3,000円（税込）。
2曲目の「Stubborn Kind of Fellow」は、本人が出演しているトヨタ・ヴォクシーのCM曲として使用された。

## 収録曲
1. Home in Your Heart
原曲のアーティストはソロモン・バーク。
2. Stubborn Kind of Fellow
原曲のアーティストはマーヴィン・ゲイ。
3. Lookin' for a Love
原曲のアーティストはボビー・ウーマック。
4. I'm Your Hoochie Coochie Man
原曲のアーティストはマディ・ウォーターズ。
5. Give Me Back My Wig
原曲のアーティストはハウンド・ドッグ・テイラー。
6. Lawdy Miss Clawdy
原曲のアーティストはロイド・プライス。
7. Sugar Dumpling
原曲のアーティストはサム・クック。
8. Hard to Handle
原曲のアーティストはオーティス・レディング。
9. Johnny Come Home
原曲のアーティストはファイン・ヤング・カニバルズ。
10. Talk to Me Baby
原曲のアーティストはエルモア・ジェイムス。
11. One Way Out
原曲のアーティストはサニー・ボーイ・ウィリアムスンII。
12. Lucille
原曲のアーティストはリトル・リチャード。
13. Tired of Being Alone
原曲のアーティストはアル・グリーン。
14. Bring It on Home to Me
原曲のアーティストはサム・クック。
15. I Just Want a Little Bit
原曲のアーティストはマジック・サム。
16. Precious,Precious
原曲のアーティストはO.V.ライト。
17. Over the Rainbow
原曲のアーティストはジュディ・ガーランド。
18. yahho!

## 演奏
- トータス松本
  - ボーカル
  - ギター (#1.2.5.6.8.9.11.15.16)
  - すべてのギター (#3)
  - カウベル (#2)
  - スライド・ギター (#4)
  - アコギとエレキギター (#7.14)
  - スネアドラム (#7)
  - リード・ギター (#10)
  - サイド・ギター (#10.12)
  - ハープ、マラカス (#11)
  - ふたつのギター (#13)
  - 三線 (#17.18)
  - 六線、三板 (#18)
  - すべてのコーラス (#3.7.13.18)
- サンコンJr.
  - ドラムス (#1)
  - タンバリン (#14)
- CHIROLYN：ベース、コーラス (#1)
- 伊東ミキオ
  - オルガン (#1.2.7.13.14.16.17)
  - ピアノ (#2.4.5.6.8-12.14.15)
  - フェンダー・ローズ、シンセサイザー (#3)
- ミッキー、トータス：コーラス (#1)
- 上原裕 (ユカリ)
  - ドラムス (#2.3.6.7.8.13.14.16)
  - タンバリン (#7)
- 井上富雄：ベース (#2-16)
- BLACK BOTTOM BRASS BAND：ホーンセクション (#2.6.7.8.12.13.16)
- Maxi, Carmen：コーラス (#2.16)
- 池畑潤二
  - ドラムス (#4.5.9.10.11.12.15)
  - タンバリン (#9)
- ウルフルケイスケ
  - 変わった音のギター (#4)
  - シーケンスみたいなギター (#9)
  - ギター (#12)
- コウ：トランペット (#9)
- イギー：テナー・サックス (#15)
- 金原千恵子、栄田嘉彦、山田雄司、堀沢真己：ストリングス (#16.17)
- 奥野真哉
  - ピアノ (#17)
  - アコーディオン (#18)
  - シンセサイザー (#17.18)